# Józef Cyrankiewicz
Józef Adam Zygmunt Cyrankiewicz (Tarnów, 23 de abril de 1911-Varsovia, 20 de enero de 1989) fue un político socialista y comunista polaco. Jefe de gobierno en 1947-1952 y 1954-1970, jefe de Estado 1970-1972.

## Biografía
Venía de una familia de activistas nacionalistas (su padre era endecja en Galitzia). Durante sus estudios en la Universidad Jagellónica en Cracovia se involucró con el movimiento socialista. A partir de 1931 trabajó en el Partido Socialista Polaco y la Asociación Independiente de la Juventud Socialista. En 1935 fue el Secretario del Comité del Distrito del Trabajo de PSP en Cracovia.
Fue confinado a Auschwitz-Birkenau en el marco de la Segunda Guerra Mundial y el exterminio que significaron los campos de concentración nazis. Sin embargo, logró sobrevivir.
En la posguerra participó en las farsas judiciales contra miembros del Armia Krajowa como acusador, considerados por las nuevas autoridades comunistas como traidores, entre ellos Witold Pilecki.